# Noyal-Pontivy
Noyal-Pontivy is een gemeente in het Franse departement Morbihan (regio Bretagne). De plaats maakt deel uit van het arrondissement Pontivy. De gemeente telde 3.605 inwoners op 1 januari 2022.

## Geografie
De oppervlakte van Noyal-Pontivy bedroeg op 1 januari 2022 53,45 vierkante kilometer; de bevolkingsdichtheid was toen 67,4 inwoners per km².

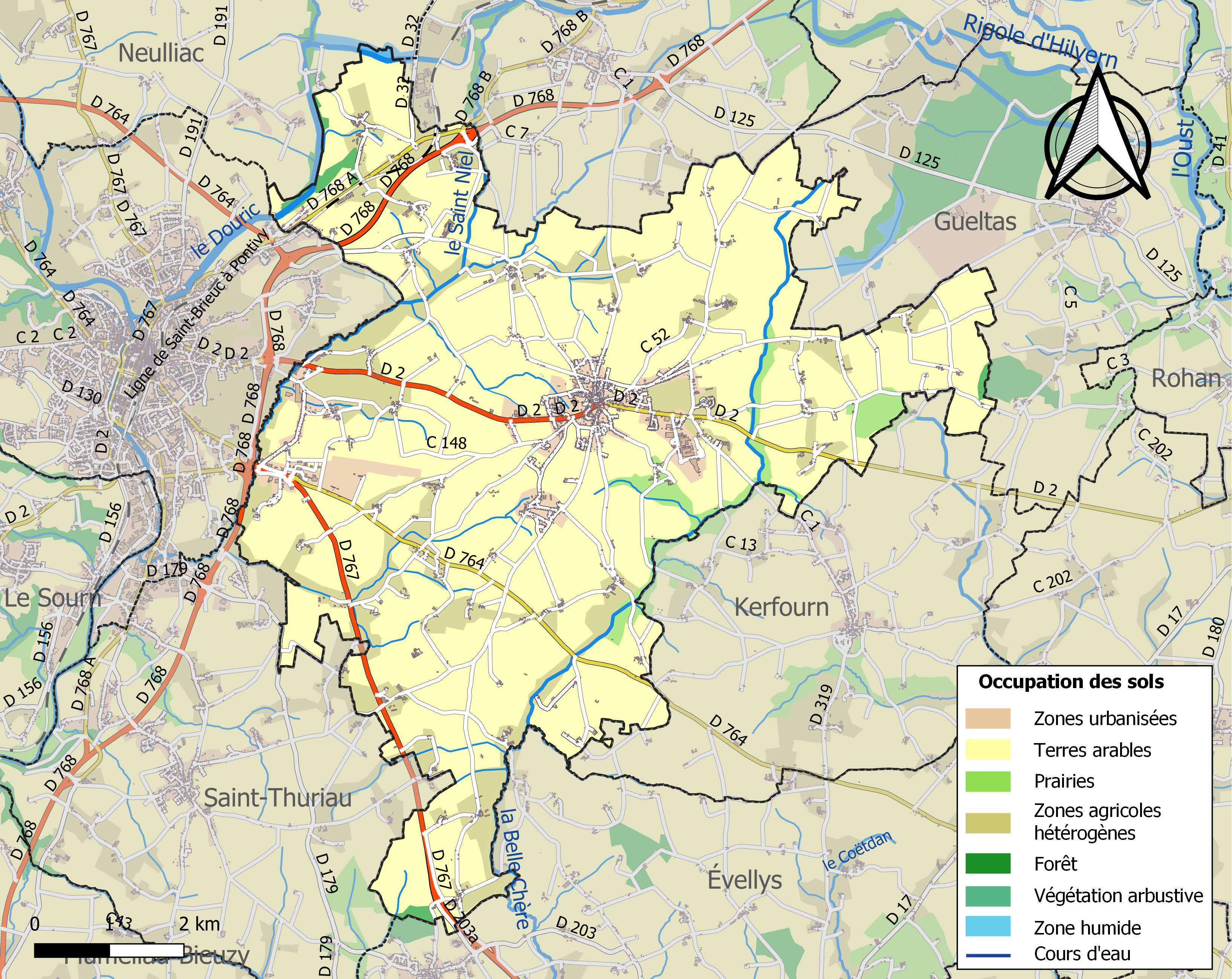
Kaart van de gemeente met de belangrijkste infrastructuur, bodemgebruik en omliggende gemeenten

## Demografie
Onderstaande figuur toont het verloop van het inwonertal, bron: INSEE-tellingen. 